# Nesterivți, Dunaiivți
Nesterivți (în ucraineană Нестерівці) este o comună în raionul Dunaiivți, regiunea Hmelnîțkîi, Ucraina, formată numai din satul de reședință.

## Demografie
Componența lingvistică a comunei Nesterivți
     Ucraineană (98,57%)
     Alte limbi (0,75%)
Conform recensământului din 2001, majoritatea populației comunei Nesterivți era vorbitoare de ucraineană (98,57%), existând în minoritate și vorbitori de alte limbi.